# Adolfo Gilly
Adolfo Gilly, de nombre completo Adolfo Atilio Malvagni Gilly (Buenos Aires, Argentina, 25 de agosto de 1928-Ciudad de México, 4 de julio de 2023) fue un historiador, profesor universitario, escritor y politólogo mexicano de la Facultad de Ciencias Políticas y Sociales de la Universidad Nacional Autónoma de México (UNAM).

## Biografía
Colaboró para Narco News y para el periódico mexicano La Jornada en temas como la globalización y el movimiento zapatista de Chiapas, y escribió numerosos libros sobre la historia y la política de México y de América Latina.
En 1994 obtuvo su doctorado en Estudios Latinoamericanos en la UNAM, bajo la dirección del doctor Octavio Rodríguez Araujo, con una tesis titulada «El cardenismo: una utopía mexicana», terminada en 1993 y publicada al año siguiente. Fue asimismo profesor visitante en varias universidades estadounidenses: las de California en Berkeley, Stanford, Chicago, Maryland, Columbia y Yale.

## Pensamiento político
Los escritos del académico Adolfo Gilly reflejan su pensamiento político, que ha sido encuadrado como marxista con tendencias socialistas. Militó en el trotskista Partido Revolucionario de los Trabajadores, si bien fue después miembro del Partido de la Revolución Democrática. Se le asoció a figuras como el Subcomandante Marcos, con quien colaboró en varias juntas, y con Cuauhtémoc Cárdenas Solórzano, de quien fue consejero entre 1997 y 1999, durante su mandato como jefe de Gobierno de la Ciudad de México.

## Prisionero político en Lecumberri
En el año 1966, Gilly fue encarcelado, según algunas versiones, por intentar entrar en Guatemala para reunirse de nuevo a la guerrilla revolucionaria de ese país. Otras versiones apuntaron a una represalia por haberse involucrado en el movimiento estudiantil universitario de la UNAM de aquel año. Después de su arresto, fue trasladado a la prisión de Lecumberri, desde 1976 sede del Archivo General de la Nación. Gilly apeló su detención y su caso fue llevado hasta la Suprema Corte de Justicia de la Nación, procedimiento que tomaría seis años. Debido a las violaciones constitucionales en perjuicio de Gilly, fue señalado como un preso político. Durante los cinco primeros años en Lecumberri, entre 1966 y 1971, escribió la versión original de su libro La revolución interrumpida. En marzo de 1972 fue finalmente absuelto por la Suprema Corte de Justicia de la Nación, en gran parte gracias a la presión de sus camaradas –familia, amigos, profesores, estudiantes, analistas, activistas políticos, etcétera–.

## Trabajos académicos
Adolfo Gilly escribió numerosos artículos de muchos asuntos relacionados con la política y la economía de México y América Latina. Entre sus obras más destacadas están los libros La revolución interrumpida (El Caballito, Ciudad de México, 1971) y El cardenismo: una utopía mexicana (edición original por Cal y Arena, 1994; después en Ediciones Era, 2001). También colaboró en el libro ¿Historia para qué? y prologó el libro de Rhina Roux Ramírez, El príncipe mexicano.